# Bundesstrasse 54
Bundesstrasse 54 är en förbundsväg i Tyskland. Vägen går ifrån den nederländska gränsen vid Gronau till Wiesbaden via bland annat Münster, Dortmund och Siegen. Vägen går igenom förbundsländerna Nordrhein-Westfalen, Rheinland-Pfalz och Hessen.